# Freeman H. Morse

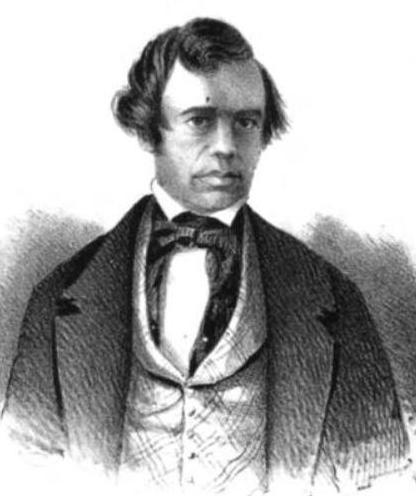
Freeman H. Morse

Freeman Harlow Morse (* 18. Februar 1807 in Bath, Maine; † 5. Februar 1891 in Surbiton, England) war ein US-amerikanischer Politiker. Zwischen 1843 und 1845 sowie nochmals von 1857 bis 1861 vertrat er den Bundesstaat Maine im US-Repräsentantenhaus.

## Werdegang
Freeman Morse besuchte private Schulen und dann die Bath Academy. Danach wurde er Figurenschnitzer. Dabei schnitzte er vor allem Schiffsfiguren. Gleichzeitig begann er eine politische Laufbahn als Mitglied der Whig Party. Zwischen 1840 und 1844 war er Abgeordneter im Repräsentantenhaus von Maine.
1842 wurde Morse im vierten Wahlbezirk von Maine in das US-Repräsentantenhaus in Washington, D.C. gewählt, wo er am 4. März 1843 die Nachfolge von David Bronson antrat. Bis zum 3. März 1845 konnte er zunächst eine Legislaturperiode im Kongress absolvieren. Diese Zeit war von den Streitereien zwischen seiner Partei und Präsident John Tyler überschattet. Außerdem wurde die Aufnahme der seit 1836 selbständigen Republik Texas kontrovers diskutiert. Wenig später sollte es über dieser Frage zum Mexikanisch-Amerikanischen Krieg kommen.
In den Jahren 1849, 1850 und 1855 war Morse Bürgermeister von Bath. 1853 und 1856 saß er nochmals im Repräsentantenhaus von Maine. Nach der Auflösung seiner Partei in den 1850er Jahren wurde Morse Mitglied der 1854 gegründeten Republikanischen Partei. 1856 wurde er als deren Kandidat erneut in das US-Repräsentantenhaus gewählt. Dort löste er am 4. März 1857 Samuel P. Benson ab. Nach einer Wiederwahl im Jahr 1858 konnte er bis zum 3. März 1861 zwei weitere Legislaturperioden im Kongress verbringen. Diese waren von den Spannungen im Vorfeld des Bürgerkrieges bestimmt. Seit 1859 war Morse Vorsitzender des Ausschusses für maritime Angelegenheiten. Damals erlebte er den Austritt der Kongressabgeordneten aus dem Süden, nachdem sich immer mehr Staaten aus dieser Region aus der Union zurückzogen, um sich der Konföderation anzuschließen. Gleichzeitig wurde im Januar  1861 der Staat Kansas neu in die Union aufgenommen. Im Frühjahr 1861 war Morse Mitglied einer Kommission in Washington, die in letzter Minute erfolglos den Ausbruch des Bürgerkrieges zu verhindern suchte. Bei den Wahlen des Jahres 1860 verzichtete er auf eine erneute Kandidatur.
Zwischen 1861 und 1870 war Morse amerikanischer Konsul in London. Dort hatte er während des Bürgerkriegs wichtige diplomatische Aufgaben für die Union übernommen. Im Jahr 1870 setzte sich Freeman Morse zur Ruhe. Er entschied sich, seinen Lebensabend in England zu verbringen, und starb am 5. Februar 1891 in Surbiton, einem Ort in der Grafschaft Surrey, der heute zu London gehört.